# Steponas Kairys
Steponas Kairys est un ingénieur et homme politique lituanien né le 3 janvier 1879 à Užunvėžiai, dans la municipalité d'Anykščiai, et mort le 16 janvier 1969 à Brooklyn, aux États-Unis. En février 1918, il est l'un des vingt signataires de la déclaration d'indépendance de la Lituanie.
Il est élu membre de l'Assemblée constituante de Lituanie et reste membre du Seimas jusqu'au coup d'État de 1926. Après l'occupation des pays baltes par l'Union soviétique, il devient le président du Comité suprême pour la libération de la Lituanie en 1943. Contraint à l'exil, il se réfugie aux États-Unis en 1952.